# Носия
Носията е традиционно облекло на даден народ или етническа група, създавано според разбиранията и вкусовете на хората, съставящи дадена етническа единица.

## Видове български национални носии
Носиите се характеризират с многопластие (изградени от много отделни дрехи, облечени една върху друга) и обикновено са доста тежки. Женските носии, в сравнение с мъжките са по-обемни и по-богати. Може да преобладават определени цветове (като черния в каракачанската носия), както и разнообразни (българската носия). Задължителни елементи са престилка, забрадка, сукман, калци, рокля и др.
Носиите са свързани с традициите и обичаите на даден народ. Всеки народ си има своя национална носия. Тя е основната носия. Освен нея има и много различни други. В България за всеки край, за всяка област си има различна носия, което прави българският фолклор много богат.